# Ophelina abranchiata
Ophelina abranchiata är en ringmaskart som beskrevs av Carl Støp-Bowitz 1948. Ophelina abranchiata ingår i släktet Ophelina och familjen Opheliidae. Arten är reproducerande i Sverige. Inga underarter finns listade i Catalogue of Life.